# Кордмуа, Эжен Жакоб де
Эжен Жакоб де Кордмуа (фр. Eugène Jacob de Cordemoy или фр. Philippe Eugène Jacob de Cordemoy, 13 июля 1835 — 25 апреля 1911) — французский ботаник, врач, доктор медицинских наук. 

## Биография
Эжен Жакоб де Кордмуа родился в Реюньоне 13 июля 1835 года.
Кордмуа получил степень доктора медицинских наук в Париже, а также степень бакалавра естественных наук. Он был врачом в больнице Сен-Бенуа. Кордмуа отличался особым интересом к растениям семейства Орхидные. Он описал более 340 видов растений. 
Эжен Жакоб де Кордмуа умер в Реюньоне 25 апреля 1911 года в возрасте 75 лет. 

## Научная деятельность
Эжен Жакоб де Кордмуа специализировался на папоротниковидных и на семенных растениях. 

## Некоторые публикации
- 1876. Rapport de la commission chargée d'étudier la catastrophe du Grand-Sablé, à Salazie. Rapporteur Dr Jacob de Cordemoy. Ed. Impr. de G. Lahuppe. 28 pp.
- 1891. Flore de l'île de la Réunion. Fascicule I. Cryptogames vasculaires fougères, lycopodes, sélaginelles. Ed. Impr. de la Vérité. 110 pp.
- 1895. Flore de l'île de la Réunion phanérogames, cryptogames vasculaires, muscinées, avec l'indication des propriétés économiques et industrielles des plantes. Ed. P. Klincksieck. 574 pp.